# Agaricoides alcocki
Agaricoides alcocki is een zachte koralensoort uit de familie van de Nidaliidae. De wetenschappelijke naam van de soort is voor het eerst geldig gepubliceerd in 1905 door Simpson.